# Aleksandr Jermolinski
Aleksandr Pavlovitsj Jermolinski (Russisch: Александр Павлович Ермолинский) (Totma, Oblast Vologda, 11 november 1959) is een basketbalspeler en coach die uitkwam voor verschillende teams in Rusland. Hij kreeg een IJslands paspoort en speelde voor het IJslands basketbalteam. Hij werd Meester in de sport van Rusland, Internationale Klasse.

## Carrière speler
Jermolinski begon zijn carrière bij CSKA Moskou in 1983. Met CSKA werd hij Landskampioen van de Sovjet-Unie in 1984. In 1990 vertrok Jermolinski naar Budapesti Honvéd BC. Met Honvéd won hij de Beker van Hongarije in 1991. In 1992 verhuisde Jermolinski naar IJsland om te spelen voor Skallagrímur BC, Körfuknattleiksfélag ÍA, Grindavík BC, weer voor Skallagrímur BC, Ungmennafélag Laugdæla en ook weer voor Körfuknattleiksfélag ÍA. In 2000 won hij de Beker van IJsland met Grindavík BC.

## Carrière coach
Tijdens zijn verblijf in IJsland was Jermolinski speler/coach bij Körfuknattleiksfélag ÍA, Grindavík BC, Skallagrímur BC,  Ungmennafélag Laugdæla en weer Körfuknattleiksfélag ÍA. In 2006 keerde Jermolinski terug naar Rusland om assistent-coach te worden bij Tsjevakata Vologda. In 2009 werd hij hoofdcoach bij Tsjevakata. In 2010 werd hij assistent-coach bij Nadezjda Orenburg. Met dat team won hij in 2019 de EuroCup Women.

## Erelijst
- Landskampioen Sovjet-Unie: 1
  - Winnaar: 1984
- Beker van Hongarije: 1
  - Winnaar: 1991
- Beker van IJsland: 1
  - Winnaar: 2000
- EuroCup Women: 1 (Assistent-coach)
  - Winnaar: 2019